# Манежная улица (Ломоносов)
Мане́жная улица — улица в городе Ломоносове Петродворцового района Санкт-Петербурга. Проходит от Еленинской до Александровской улицы. На север с небольшим сдвигом продолжается Манежным спуском.
Название появилось в Ораниенбауме в 1880-х годах по манежу (экзерциргаузу лейб-гвардии Волынского полка; дом 3), построенному в 1850—1851 годах и предназначенному для конных упражнений офицеров Волынского полка, расквартированного в западной части Кронштадтской колонии.
6 ноября 2015 года Манежная улица на всём своем протяжении стала односторонней в северном направлении, к Еленинской улице.
Южнее дома 8 находится Волынский пруд.

## Примечательные здания

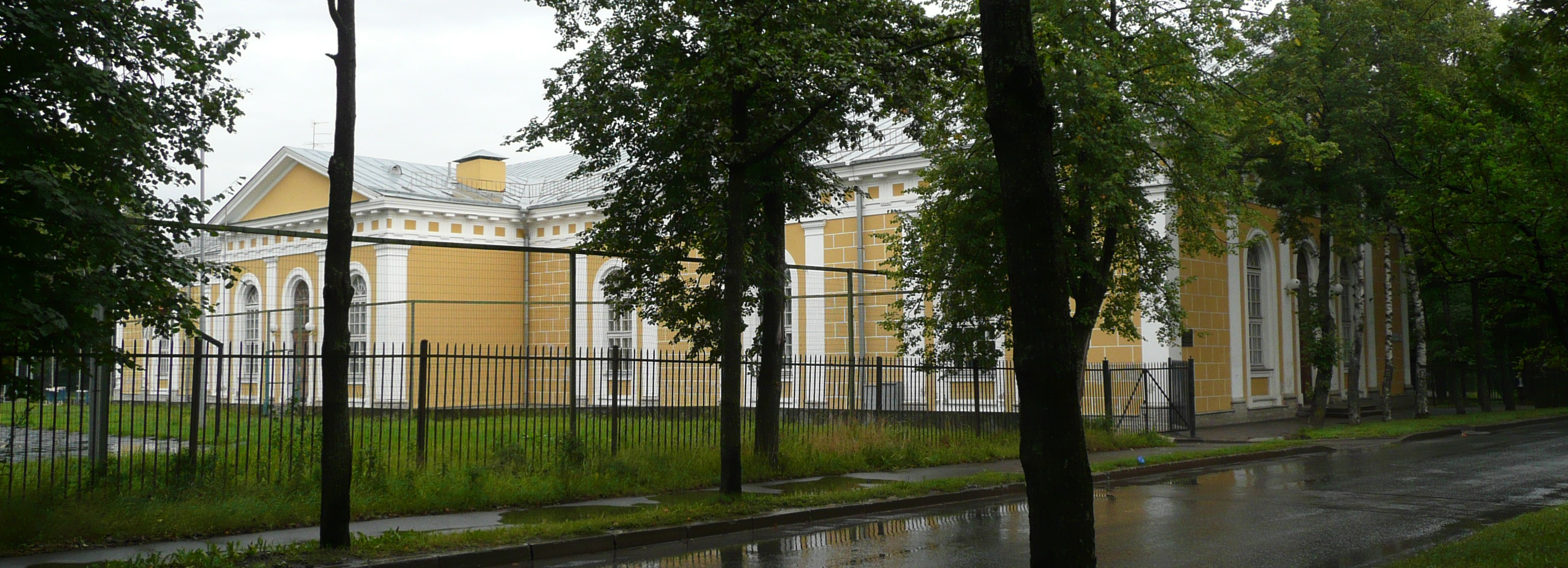
Экзерциргауз (манеж) лейб-гвардии Волынского полка, впоследствии Ораниенбаумской Офицерской стрелковой школы (вид с Манежной улицы)

- Дом № 3 — экзерциргауз лейб-гвардии Волынского полка (1850—1851; арх. А. Я. Фарафонтьев; объект культурного наследия регионального значения);
- дом № 6 — бывшее здание мастерских Волынского полка, построенное по проекту Афанасия Фарафонтьева в 1852-м году, поздний классицизм[4]. В 2016-м году дом продали частному лицу, после чего в 2018-м его снесли без согласования с КГИОП. Проведённая в 2020-м экспертиза рекомендовала сохранить за зданием статус памятника архитектуры, однако уже в 2023-м повторная экспертиза пришла к выводу, что оно не имеет художественно-исторической ценности[5];
- дом № 8 — служебное здание (сер. XIX в.; выявленный объект культурного наследия)[2].